# دار الحكومة (مكة)
دار الحكومة هي بناية أثرية في مكة المكرمة خصصت للتعليم وسقيا الماء ومكتبة عامة ثم أول مجلس شورى خلال عهد الملك عبدالعزيز، ويعود تاريخ بناؤها إلى عام 1266هـ.
تبرع الشريف عبدالمطلب بقطعة أرض في موضع دار الحكومة وقد قام ببناؤه عثمان نوري باشا، ذكر كتاب مشاهير علماء نجد وغيرهم أن نذير بن حسين الدهلوي المتوفى سنه 1320هـ قد سجن في إحدى غرف البناية. أُطلق على المشروع في البداية المجيدية نسبة للسلطان عبدالمجيد ولاحقًا الحميدية نسبة إلى السلطان عبدالحميد، إلا أن مشروع البناء توقف وأهمل حتى عام 1300هـ حينها تم تحويله إلى ديوان للحكومة ومقرًا للقائد العثماني حين مروره بمكة المكرمة، وافتتح رسميًا 5 جمادى الآخر1303هـ في حفل ضخم حضره أمير مكة عون. انتقلت ملكية البناية إلى الشريف حسين بعد الثورة العربية الكبرى التي قادها وقد استسلمت الحامية العثمانية في البناية سنة 1334هـ. وفي العهد السعودي أُطلق عليها اسم دار الحكومة وأُتخذت كمجمعًا للدوائر الحكومية كمجلس الشورى وإدارة الأمن العام وكتابة العدل وغيرها. كما تم وضع ساعة كبيرة يبلغ ارتفاعها 15 مترًا فوق دار الحكومة. أُزيل المبنى بسبب التوسعة السعودية الأولى للحرم المكي في عهد الملك عبدالعزيز عام 1377هـ الموافق 1957م.
يتكون مبنى الحميدية من طابقين وآخر تحت الأرض خُصص مقرًا للوفود والمهنئين بالمناسبات والأعياد والاجتماعات.